# Coucy, Ardennes

Coucy este o comună în departamentul Ardennes din nordul Franței. În 2009 avea o populație de 518 de locuitori.